# Championnat du monde d'échecs 1975

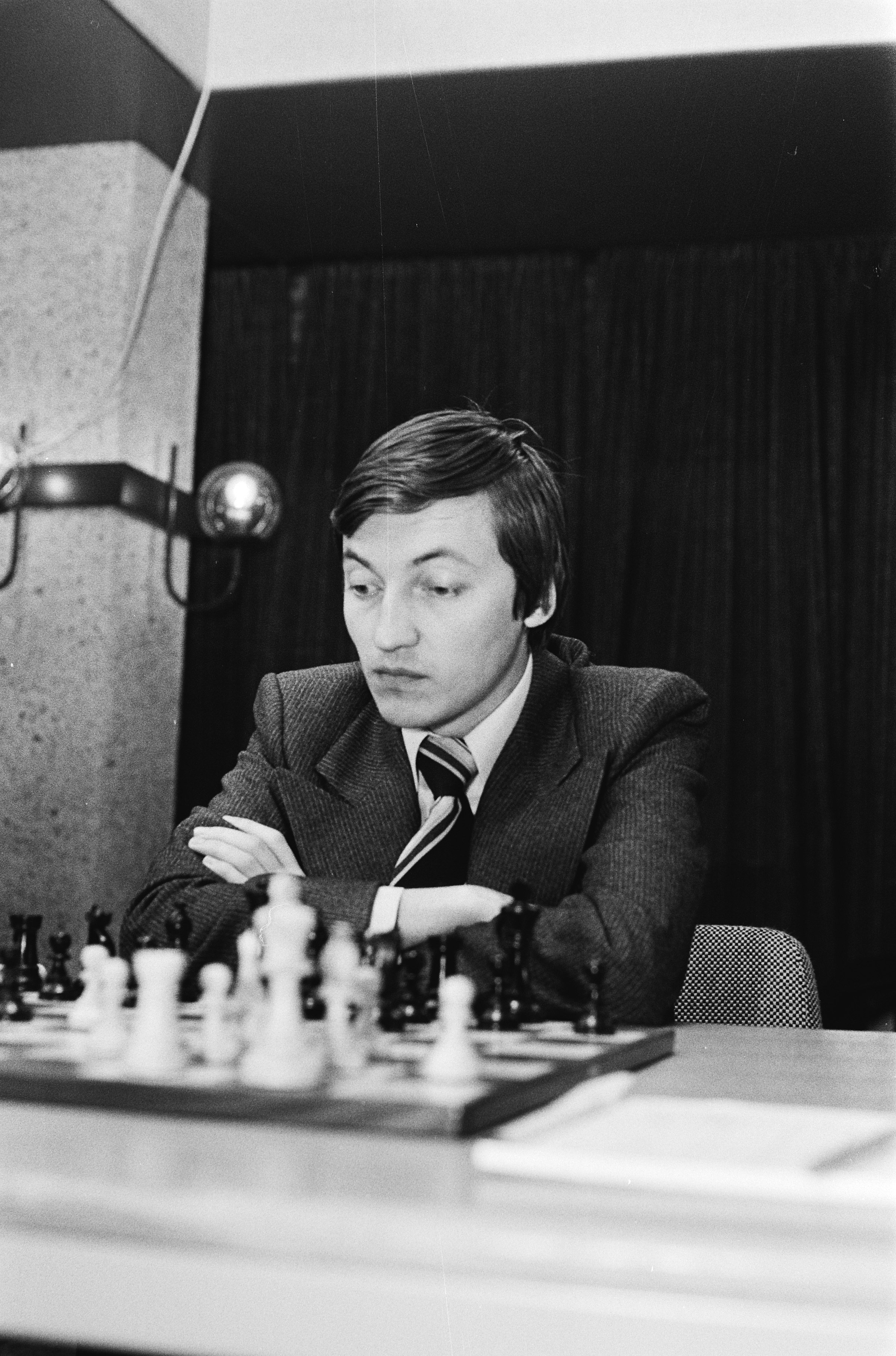
Anatoli Karpov vainqueur du tournoi des candidats et champion du monde

Le championnat du monde d'échecs 1975 n'eut jamais lieu en raison d'un conflit au sujet du format du match. Le tenant du titre, l'Américain Bobby Fischer devait rencontrer le vainqueur du tournoi des candidats, le Soviétique Anatoli Karpov à Manille (Philippines) en juin 1975.
Fischer refuse de jouer selon les règles habituelles du meilleur des 24 parties, exigeant le format ancien du premier à remporter dix (ou six ou huit) victoires qui avait été utilisé par Steinitz et Lasker de 1892 à 1908 et par Capablanca contre Alekhine en 1927. La Fédération internationale des échecs (FIDE) offre un compromis qui consiste au meilleur des (x) parties avec (6) victoires, mais Fischer refuse. La FIDE accepte ensuite un format premier à remporter 10 victoires mais Fischer exige alors de conserver le titre en cas d'ex aequo 9-9. La FIDE ne cède pas sur ce point,  Fischer refuse les conditions du match et Karpov est proclamé champion du monde en avril 1975.

## Tournoi des candidats

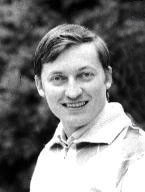
Portrait d'Anatoli Karpov

Le tournoi des candidats fut joué selon un format à élimination directe. La première ronde était remportée par celui qui remportait trois victoires, les suivantes l'étaient par celui qui en remportait quatre. La finale en 24 parties vit la victoire de Karpov +3 -2 =19.
|  | Quarts de finale  | Quarts de finale  |                  |   | Demi-finales | Demi-finales |  |  | Finale | Finale |
|  | Quarts de finale  | Quarts de finale  |                  |   | Demi-finales | Demi-finales |  |  | Finale | Finale |
|  |                   |                   |                  |   |              |              |  |  |        |        |
|  |                   |                   |                  |   |              |              |  |  |        |        |
|  |                   |                   |                  |   |              |              |  |  |        |        |
|  | Anatoli Karpov    | 3                 |                  |   |              |              |  |  |        |        |
|  | Anatoli Karpov    | 3                 |                  |   |              |              |  |  |        |        |
|  | Lev Polougaïevski | 0                 |                  |   |              |              |  |  |        |        |
|  | Lev Polougaïevski | 0                 | Anatoli Karpov   | 4 |              |              |  |  |        |        |
|  |                   |                   | Anatoli Karpov   | 4 |              |              |  |  |        |        |
|  |                   | Boris Spassky     | 1                |   |              |              |  |  |        |        |
|  | Boris Spassky     | Boris Spassky     | 1                | 3 |              |              |  |  |        |        |
|  | Boris Spassky     |                   |                  | 3 |              |              |  |  |        |        |
|  | Robert Byrne      | 0                 |                  |   |              |              |  |  |        |        |
|  | Robert Byrne      | 0                 | Anatoli Karpov   | 3 |              |              |  |  |        |        |
|  |                   |                   | Anatoli Karpov   | 3 |              |              |  |  |        |        |
|  |                   | Viktor Kortchnoï  | 2                |   |              |              |  |  |        |        |
|  | Viktor Kortchnoï  | Viktor Kortchnoï  | 2                | 3 |              |              |  |  |        |        |
|  | Viktor Kortchnoï  |                   |                  | 3 |              |              |  |  |        |        |
|  | Henrique Mecking  | 1                 |                  |   |              |              |  |  |        |        |
|  | Henrique Mecking  | 1                 | Viktor Kortchnoï | 3 |              |              |  |  |        |        |
|  |                   |                   | Viktor Kortchnoï | 3 |              |              |  |  |        |        |
|  |                   | Tigran Petrossian | 1 (forfait)      |   |              |              |  |  |        |        |
|  | Tigran Petrossian | Tigran Petrossian | 1 (forfait)      | 3 |              |              |  |  |        |        |
|  | Tigran Petrossian |                   |                  | 3 |              |              |  |  |        |        |
|  | Lajos Portisch    | 2                 |                  |   |              |              |  |  |        |        |
|  | Lajos Portisch    | 2                 |                  |   |              |              |  |  |        |        |

Lors de la finale entre Kortchnoï et Karpov, Kortchnoï s'est adressé à l'arbitre, O'Kelly, pour savoir s'il pouvait roquer alors que sa tour était en prise, (ce qui est bien permis, seul le roi ne devant pas être en échec).